# 紧凑型聚变能实验装置
紧凑型聚变能实验装置（英語：Burning plasma Experimental Superconducting Tokamak，缩写为BEST，中文名“夸父启明”）是中华人民共和国在建的大科学装置，系全超导托卡马克核聚变实验装置EAST的后续项目，该项目由中建四局承建，装置由中国科学院等离子体物理研究所研制，落址于安徽合肥市滨湖科学城（未来大科学城），该装置的建设旨于率先实现聚变发电的实验演示、破解聚变堆前沿物理难题、提升核聚变能源的经济性与可行性、加速聚变能源商业化进程。该项目总用地面积约16万平方米，总建筑面积约15万平方米。
该项目预计2026年建成，2027年投入运行。

## 概况
BEST旧名为中国聚变能紧凑型燃烧等离子体装置，该项目现规划有三号楼、四号楼、五号楼共三栋建筑，其中五号楼为主机大楼，内设主机、氚工厂、控制大厅、磁体电源大厅等，三号楼为水冷系统厂房、四号楼为低温大厅，项目总投资为85亿元人民币。2025年3月5日，BEST项目五号楼首块顶板顺利浇筑，项目将进入分区完工、分区交付的阶段。